# (34291) 2000 QS150
2000 QS150 (asteroide 34291) é um asteroide da cintura principal. Possui uma excentricidade de 0.10090500 e uma inclinação de 9.62886º.
Este asteroide foi descoberto no dia 25 de agosto de 2000 por LINEAR em Socorro.